# Rudolf Margies
Rudolf Margies (* 25. Februar 1884 in Parchau, Kreis Jerichow; † 31. Mai 1937 wahrscheinlich in Moskau) war ein deutscher KPD-Funktionär, Opfer des Großen Terrors in der Sowjetunion.

## Leben und Tätigkeit
Nach dem Schulbesuch erlernte Margies den Beruf eines Tischlers. 1904 wurde er Mitglied des Verbandes Deutscher Handlungsgehilfen (VDH) und der Sozialdemokratischen Partei Deutschlands (SPD). Angeblich soll er bereits vor 1914 wegen diverser krimineller Delikte zu Haftstrafen verurteilt worden sein.
Von 1914 bis 1918 nahm Margies am Ersten Weltkrieg teil. Während der Novemberrevolution von 1918 wurde er Mitglied der USPD. 1920 wechselte er in die Kommunistische Partei Deutschlands (KPD), in der er bald Funktionärsaufgaben übernahm.
1922 wurde Margies zu einer Zuchthausstrafe von fünfzehn Jahren verurteilt, nachdem er während einer KPD-Kundgebung in Bochum auf dem Moltkemarkt einen Polizisten erschossen hatte. Aufgrund einer Amnestie kam er jedoch bald wieder frei. Als Mitarbeiter des Antimilitärischen Apparates der KPD wurde er am 22. April 1925 vom Staatsgerichtshof zum Schutze der Republik im Leipziger Tscheka-Prozess erneut zu einer Zuchthausstrafe von 15 Jahren verurteilt. In kommunistischen Kreisen wurde das Urteil als Ausdruck der „Klassenjustiz“ der Weimarer Republik heftig kritisiert. Ein Versuch am 23. August 1928, ihn aus dem Gefängnis in Gerthe (Bochum) zu befreien schlug fehl, nachdem ein zur Fluchthilfe bestochener Hilfswachtmeister den Plan den Behörden gemeldet hatte.
Auf dem 12. Parteitag der KPD im Jahr 1929 wurde Margies in Abwesenheit in das Ehrenpräsidium der Partei gewählt. Nachdem er im Oktober 1930 bedingt durch eine Amnestie auf freien Fuß gekommen war, nahm die Partei dies zum Anlass für eine große Feier in Essen.
1931 reiste Margies in die Sowjetunion, wo er die M-Schule der Komintern besuchte, um sich als kommunistischer Funktionär fortzubilden. Im weiteren Verlauf der 1930er Jahre arbeitete als Deutschlehrer. Er trat in die KPdSU ein.
Am 4. November 1936 wurde Margies unter dem Vorwand, dass er der (tatsächlich nicht existierenden) „Hoelz-Wollenberg-Organisation“ angehören würde, vom sowjetischen Geheimdienst NKWD verhaftet. Im Rahmen der Stalinschen Säuberungen der 1930er Jahre wurde er unter der Beschuldigung, Mitglied einer terroristisch-trotzkistischen Gruppe unter Führung von Erich Wollenberg zu sein und einen Bombenanschlag auf Georgi Dimitroff geplant zu haben, vor dem Militärkollegium des Obersten Gerichts der UdSSR angeklagt. Am 31. Mai 1937 wurde er zum Tode verurteilt und noch am selben Tag erschossen.

## Familie
Margies war verheiratet mit Stanislawa (* 1881). Sie wurde wie er 1937 verhaftet und ist in den Lagern des sowjetischen Gulag verschollen. Der älteste Sohn der beiden, Rudolf Margies junior (* 1917 in Bochum), wurde wie er 1937 im Rahmen der „Säuberungen“ exekutiert. Ein weiterer Sohn Gerhard (* 1921) starb 1942 in einem sowjetischen Lager.